# Une partie de cartes
Une partie de cartes ist ein französischer Kurzfilm aus dem Jahr 1896. Regie führte Georges Méliès.

## Handlung
Drei Männer sitzen zusammen im Außenbereich eines Cafés und spielen Karten. Dabei werden sie von einem Kellner bedient, der ihnen eine Flasche Bier und drei Gläser bringt. Der Kellner schaut ihnen noch einige Zeit beim Kartenspielen zu und freut sich mit dem Sieger des Spiels. Danach trinken die drei Herren zusammen ihr Bier.

## Hintergrundinformationen
Une partie de cartes war das Regiedebüt von Georges Méliès, der für diesen Film mit einigen Familienmitgliedern zusammenarbeitete. Gaston Méliès arbeitete später als Regisseur und Filmproduzent bei der Verwirklichung von zahlreichen Filmen mit. Auch für ihn war dies sein Filmdebüt. Wie die meisten der frühen Filme Méliès war Une partie de cartes eine Adaption eines Filmes der Brüder Lumière, in diesem Fall des im Februar 1896 uraufgeführten Films Partie d'écarté.